# Théville
Théville ist eine französische Gemeinde mit 311 Einwohnern (Stand 1. Januar 2022) im Département Manche in der Region Normandie. Sie gehört zum Arrondissement Cherbourg und zum Kanton Val-de-Saire. 

## Lage
Die Gemeinde liegt in der Landschaft Val de Saire auf der Halbinsel Cotentin. Nachbargemeinden sind Carneville im Nordwesten, Vicq-sur-Mer im Norden, Saint-Pierre-Église im Nordosten, Clitourps im Osten, Brillevast im Südosten und Gonneville-Le Theil im Südwesten.

## Bevölkerungsentwicklung
| Jahr      | 1962 | 1968 | 1975 | 1982 | 1990 | 1999 | 2008 | 2018 |
| --------- | ---- | ---- | ---- | ---- | ---- | ---- | ---- | ---- |
| Einwohner | 235  | 218  | 183  | 186  | 235  | 241  | 320  | 313  |

## Sehenswürdigkeiten

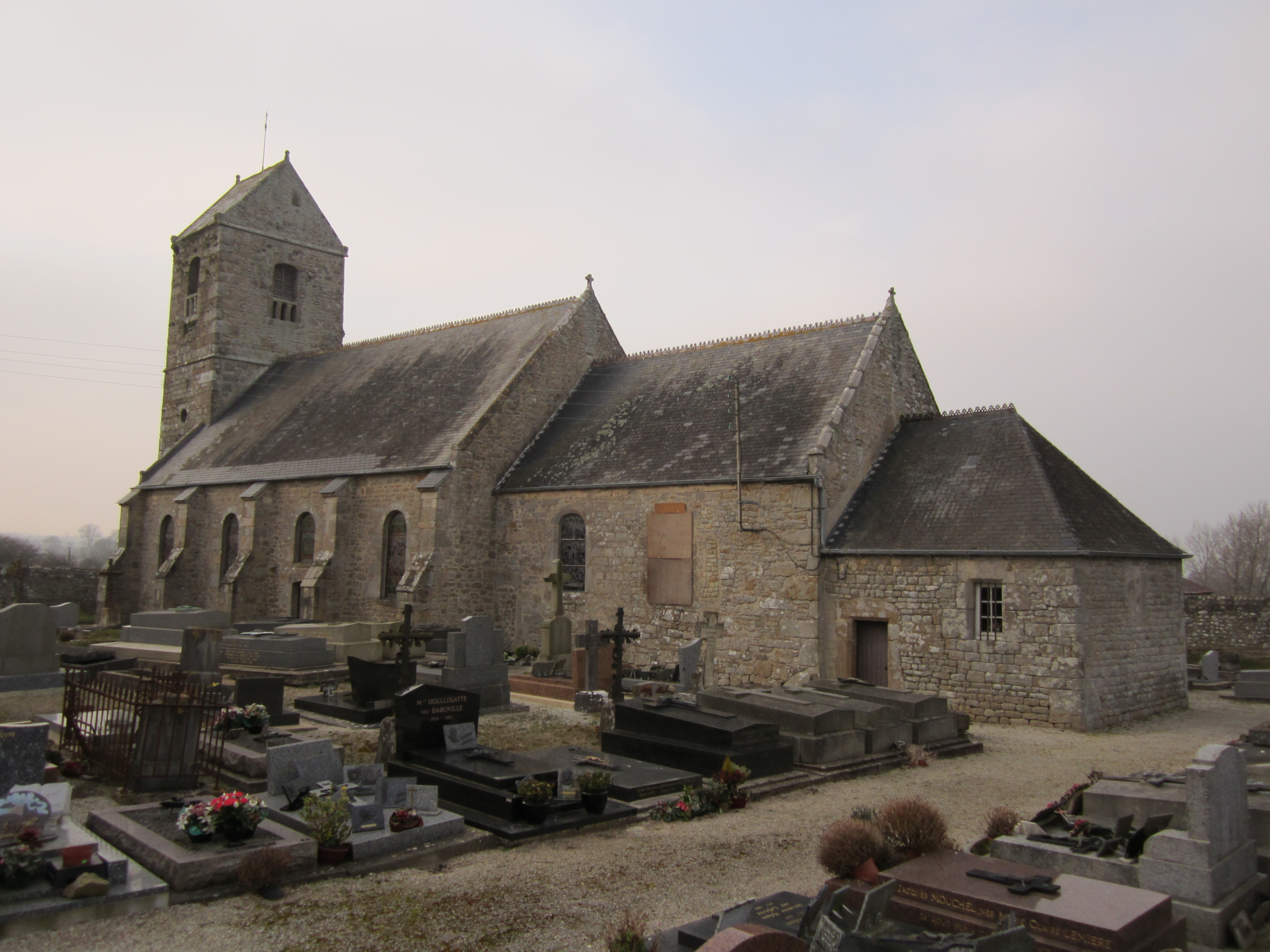
Kirche Notre-Dame

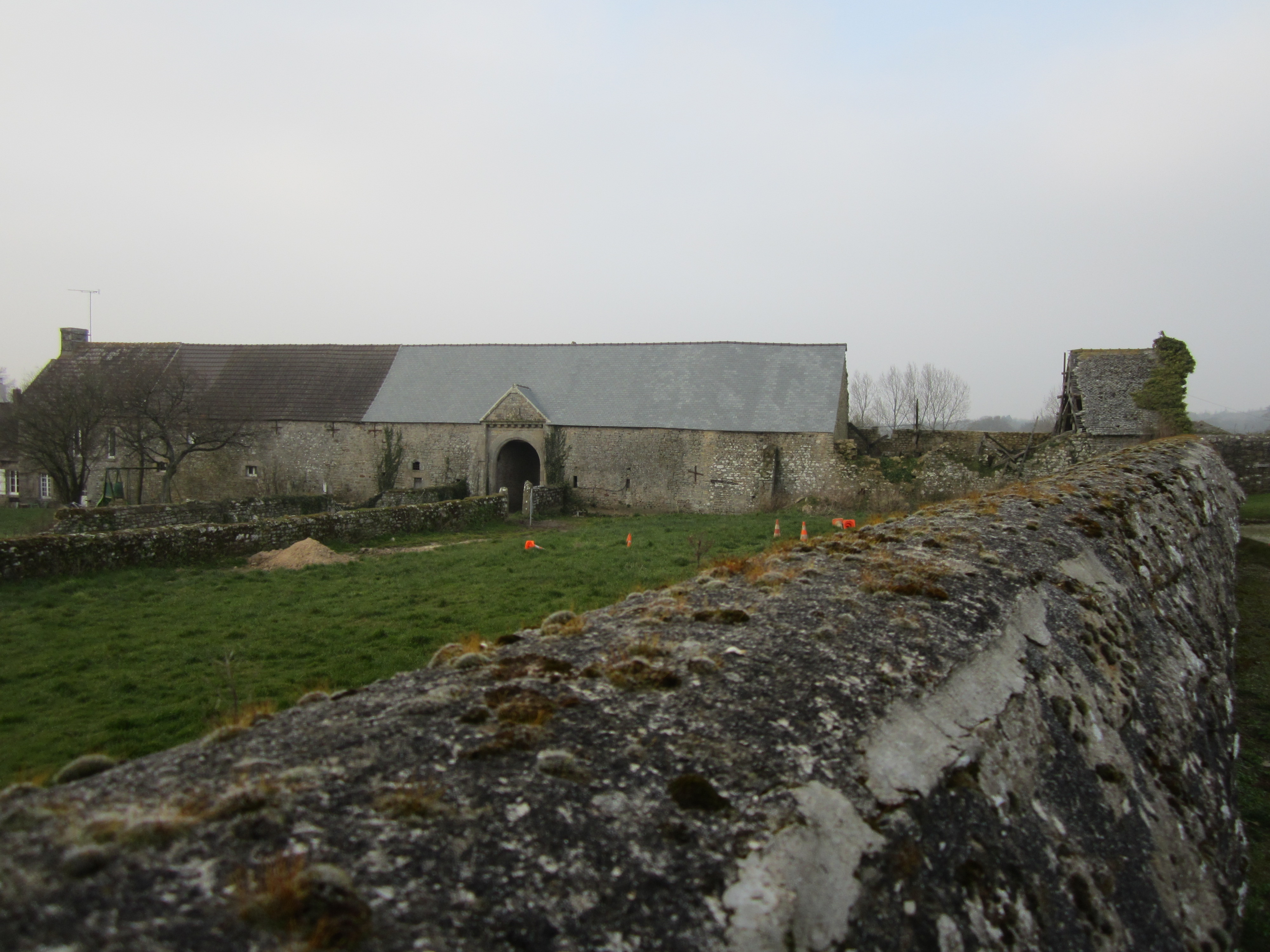
Bauernhof an der Kirche

- romanische Kirche Notre-Dame